# Олдамбт

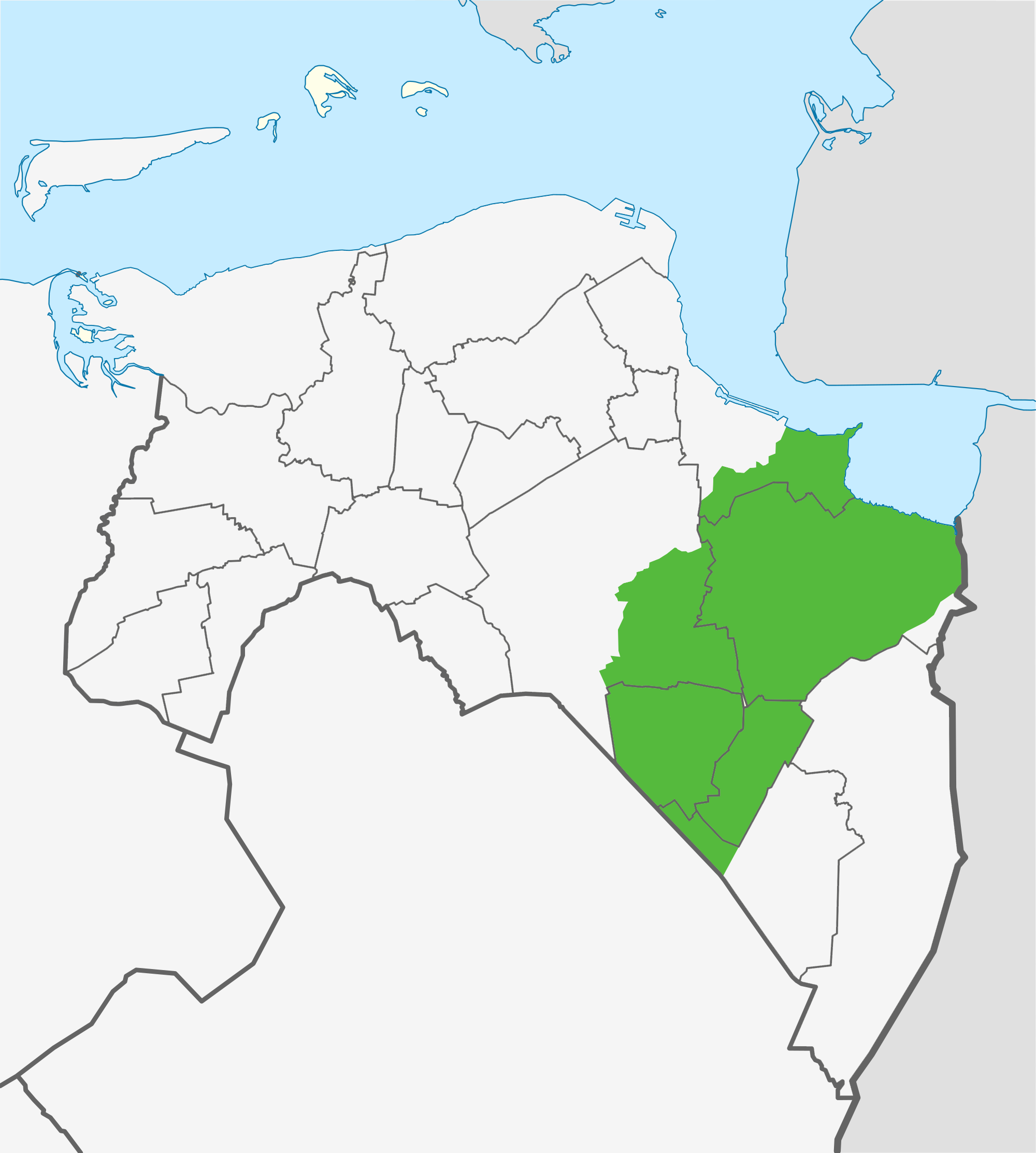
Расположение Олдамбта в провинции Гронинген на фоне современных границ общин

Олдамбт — регион в восточной части провинции Гронинген, Нидерланды, недалеко от границы с Германией. Олдамбт был одним из Оммеландов. Он граничил на западе с Фивельго, на востоке с Рейдерландом, на юге с Вестерволде. Регион соответствует нынешним общинам Олдамбт, Пекела и Вендам, а также небольшой части общин Делфзейл, Мидден-Гронинген и Стадсканал.

## История

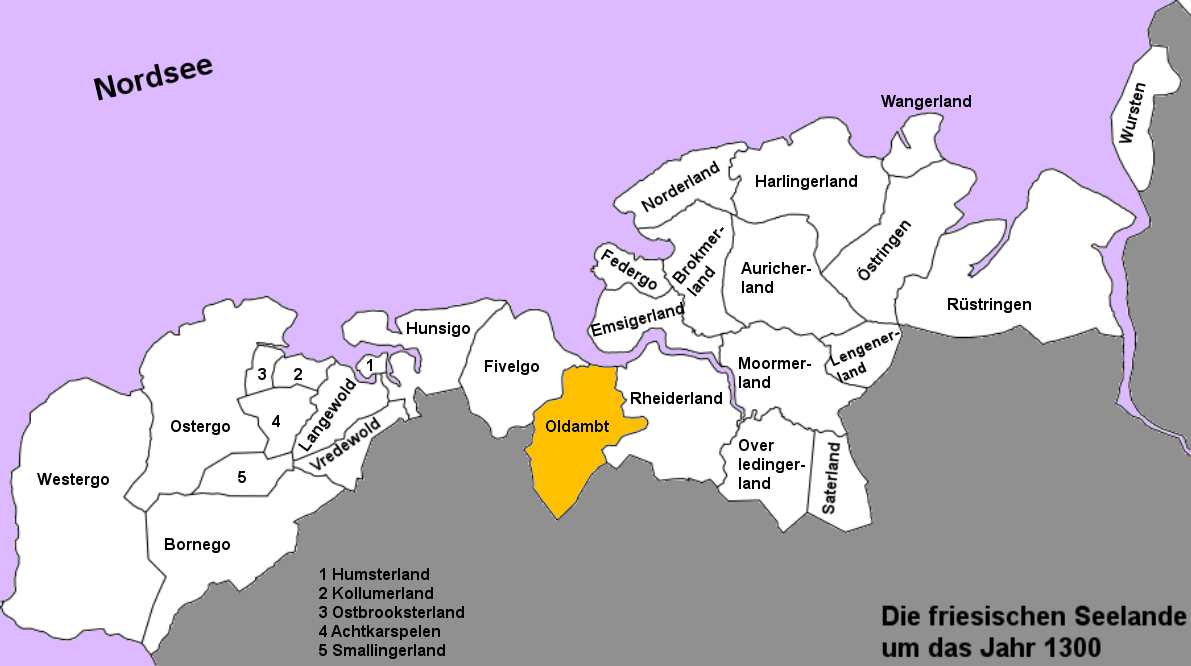
Олдамбт около 1300 года

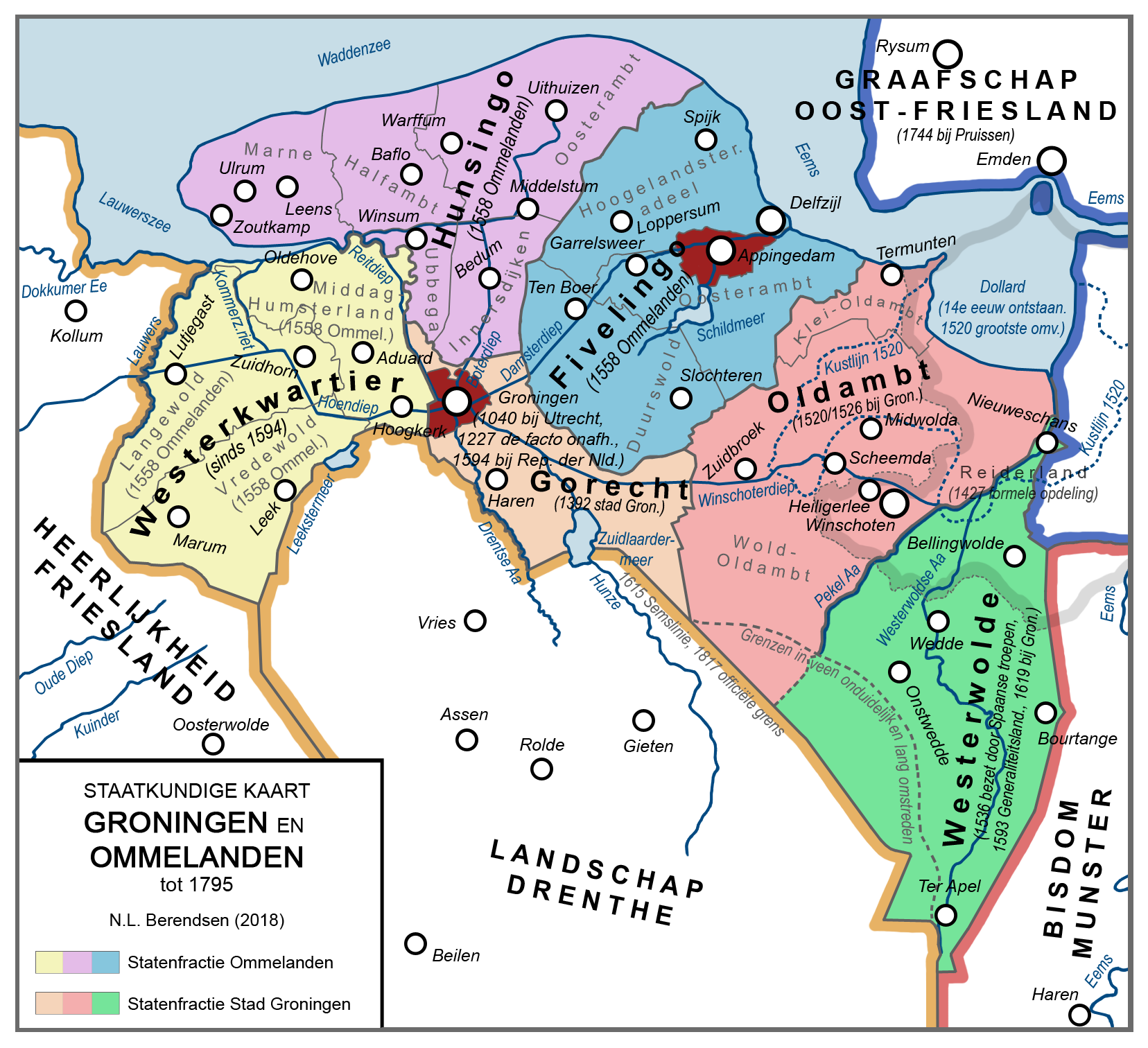
Олдамбт и его районы (красный)

Исторический Олдамбт был одним из Оммеландов в Вестлауверской Фрисландии. Изначально он занимал только низовья Эмса, но расширился на южные болотные области благодаря их освоению и заселению. Олдамбт рано попал под власть франков правлением и был разделен на Волд-Олдамбт (Южный Олдамбт) и Клей-Олдамбт (Северный Олдамбт). Позже он стал четвёртым членом Союза Оммеландов. В то время главным городом была Мидволда, церковь там использовалась для собраний совета.
23 мая 1568 года недалеко от монастыря Хайлигерли в Олдамбте произошла одна из битв Восьмидесятилетней войны между испанцами и голландскими повстанцами. Голландцы смогли выиграть эту битву, но в ней пал граф Адольф Нассауский.
В XIX веке в Олдамбте образовался большой разрыв между богатыми и бедными. Это привело к тому, что регион, особенно его район Рейдерланд, до сих пор остаётся оплотом нидерландских коммунистов.

## Язык
Разговорным языком в Олдамбте обычно является гронингенский диалект, являющийся диалектом нижнесаксонского, испытавшим сильное влияние восточнофризского языка, принадлежащего к фризским языкам (подобная ситуация также имеет место с восточнофризским диалектом нижненемецкого языка). Считается, что Олдамбт — это район в Гронингене, где до сих пор большинство говорит на нижнесаксонском. Тем не менее, языком образования является нидерландский.